# Clusia nitida
Clusia nitida är en tvåhjärtbladig växtart som beskrevs av Bittrich och F.N.Cabral. Clusia nitida ingår i släktet Clusia och familjen Clusiaceae. Inga underarter finns listade i Catalogue of Life.